# Fronteira República Centro-Africana–Sudão
A fronteira entre a República Centro Africana e o Sudão é a linha com cerca de 483 km de extensão, sentido NO-SE, que separa o leste da República Centro-Africana do território do Sudão.
Tem início ao norte na tríplice fronteira dos dois países com o Chade e vai até o sul na fronteira tríplice  Sudão - República Centro-Africana - Sudão do Sul. Separa, do norte para o sul: o estado sudanês de Darfur do Sul da prefeitura administrativa centro-africana de Vakaga.

## Descrição
A fronteira começa no norte na tríplice fronteira com o Chade e continua por via terrestre na direção sudeste, desviando para o sul nas proximidades da região de Kafia Kingi, uma área disputada com o Sudão do Sul, mas que atualmente está sob administração sudanesa.  A fronteira é, portanto, composta por uma série de linhas irregulares sobre terreno acidentado, virando bruscamente para o leste e então prosseguindo em direção à atual tríplice fronteira sul-sudanesa de facto.  A fronteira segue aproximadamente a bacia hidrográfica do Nilo-Congo. 

## Formação da fronteira

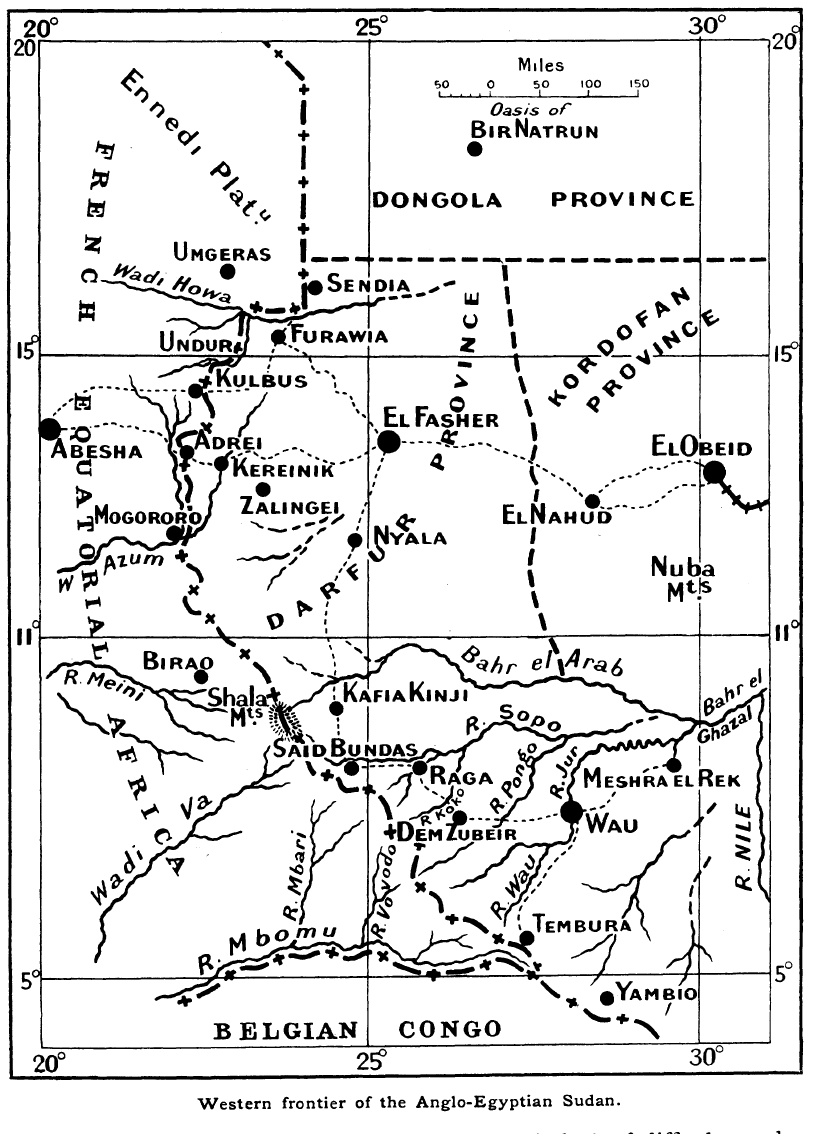
Delimitação entre ingleses e franceses na bacia do rio Congo-Nilo (1922).

A República Centro-Africana é antiga posse francesa do Ubangui-Chari (1905), que se junta ao Gabão e Congo, formando a África Equatorial Francesa em 1910. A independência ocorre em 1960. 
Porsua vez, o Sudão foi muito disputado entre o Egito e o Império Britânico no século XIX. Chega a ser um domínio compartilhado entre os dois países no século XX. A independência veio em 1958.
Quando a secessão do Sudão do Sul ocorreu em 2011, a fronteira com o Sudão foi reduzida dos 1.165 quilômetros iniciais para os atuais 483 quilômetros. É uma zona de conflito, especialmente na parte da tríplice fronteira com o Chade e com os rebeldes sudaneses em Darfur.